# Марцін Івінський
Марчін Пйотр Івінський (нар. 30 червня 1974 р.) — польський підприємець, співзасновник (разом із Міхалом Кіцінським) CDProjekt, головний акціонер CD Projekt SA (головна компанія групи, до якої також входить GOG.com), володіє 12,64 % акцій.
Випускник факультету управління Варшавського університету в галузі менеджменту та маркетингу.
У 1994 році закінчив XXVII загальноосвітню школу Тадеуша Чачького у Варшаві та отримав середню освіту. Незабаром після цього він разом зі своїм колегою Міхалом Кічінським заснував компанію CDProjekt, яка займається розповсюдженням та локалізацією комп'ютерних ігор. В даний час він є віце-президентом правління CD Projekt SA, до складу якого входить студія розробки CD Projekt Red, відповідальна за створення комп'ютерної гри Відьмак, її продовження та Cyberpunk 2077.

## Нагороди та відзнаки
- Переможець премії Шльонкфа у номінації видавець року 2000 року, разом з Міхалом Кічінським 2006 року[6],
- Підприємець року 2008[7],
- Людина 2010 року польського Інтернету[8],
- Лицарський хрест ордена Polonia Restituta (2013)[9].